# Débora Halász
Débora Halász (São Paulo) é uma pianista e cravista brasileira, radicada na Alemanha.

## Biografia
Halász nasceu no Brasil em 1973 numa família de origem húngara. Estudou em São Paulo na Fundação Magdalena Tagliaferro e, mais tarde, com Beatriz Balzi e Myrian Dauelsberg. Estudou paralelamente direito na Universidade de São Paulo. Halász realizou a sua primeira actuação pública com a Orquestra Sinfônica do Estado de São Paulo quando tinha quinze anos de idade. Aos dezenove anos de idade recebeu, pela Associação Paulista de Críticos de Arte (APCA), o prêmio de melhor solista do ano (1988) com o concerto para piano n.º 3 de Rachmaninoff. 
Halász realizou concertos um pouco por todo o mundo, Europa e América, tocando peças para piano solo, peças de câmara, e em duo (piano e guitarra), o Duo Halász que fundou em 1993 com o seu marido, o violonista Franz Halász. Gravou inúmeros trabalhos para as editoras Bis e Naxos, nomeadamente a série completa de música para piano de Villa-Lobos, em oito CDs, que recebeu a aclamação entusiástica da crítica internacional, a série completa de música para cravo de Carlos Seixas, em cinco CDs, a convite da editora Naxos numa co-produção com a Bavarian Radio e trabalhos de Carulli.  
Débora Halász está radicada desde 1989 na Europa e é professora na Musikhochschule Nürnberg e na Hochschule für Musik und Theater em Munique.

## Álbuns
| Título do álbum | Categoria                                 |
| --- | ----------------------------------------- |
| CARULLI, F.: Guitar and Piano Music, Vol. 1 (Franz and Debora Halasz)                                                   | Música de Câmara                          |
| CARULLI, F.: Guitar and Piano Music, Vol. 2 (Franz and Debora Halasz)                                                   | Música de Câmara                          |
| GINASTERA / BROUWER / PONCE: Piano and Guitar Music                                                                     | Concertos, Música de Câmara, Instrumental |
| HARPSICHORD (Eternal)                                                                                                   | Concertos, Música de Câmara, Instrumental |
| HENZE, H.W.: Guitar Music, Vol. 1 (Halasz) - Royal Winter Music No. 2 / 3 Tentos / Neue Volkslieder und Hirtengesange   | Concertos, Música de Câmara, Instrumental |
| SEIXAS, C. de: Harpsichord Works (Complete), Vol. 1 (D. Halasz)                                                         | Instrumental                              |
| SEIXAS, C. de: Harpsichord Works (Complete), Vol. 2 (D. Halasz)                                                         | Instrumental                              |
| SHOSTAKOVICH / CASTELNUOVO-TEDESCO / SANTORSOLA: Music for Guitar and Piano                                             | Música de Câmara                          |
| TURINA, J.: Songs (Ullrich, Halasz) - Triptico / Homenaje a Lope de Vega / Vocalizaciones / Poema en forma de canciones | Vocal                                     |
| VILLA-LOBOS: Complete Piano Music, Vol. 2                                                                               | Instrumental                              |
| VILLA-LOBOS: Complete Piano Music, Vol. 1                                                                               | Instrumental                              |
| VILLA-LOBOS: Complete Piano Music, Vol. 3                                                                               | Instrumental                              |
| VILLA-LOBOS: Complete Piano Music, Vol. 4                                                                               | Instrumental                              |